# Niels-Knud Liebgott
Niels-Knud Liebgott (født 11. september 1942) er en dansk kammerherre, middelalder-arkæolog  og tidligere museumsdirektør på Rosenborg og Amalienborg. 
Liebgott er uddannet cand.art. i historie og materiel folkekultur fra 1970. Han har virket som arkæolog, museumsinspektør og forfatter, og beskæftigede sig specielt med middelalderarkæologi. 
Han blev chef for Nationalmuseet og konstitueret Rigsantikvar (1996).  
Forinden var han museumsinspektør (1971-1987) og overinspektør (1987-1991) og museumschef (1991-1997) på Nationalmuseet;  Som direktør for De Danske Kongers Kronologiske Samling på Rosenborg Slot og Amalienborg 1998-2013 tog han sig af opdateringen af de kongelige samlinger. Han er i dag vicepræsident for Det kongelige Nordiske Oldskriftselskab og medlem af bestyrelsen for Kultur & Arv.  Han var præsiden for ICOMOS Danmark fra 1996-2012.
Siden 2008 har han været Kommandør af Dannebrog, og han blev udnævnt til kammerherre på dronningens fødselsdag den 16. april 2010. Han er også ridder af Nordstjerneordenen.
Han har været med til adskillige arkæologiske udgravninger rundt omkring i Danmark, heriblandt Refshaleborg.